# Маяк Портленд-Мол
Маяк Портленд-Мол (англ. Portland Breakwater Lighthouse) — маяк, расположенный на острове Портленд в графстве Дорсет, Великобритания. Маяк, часто довольно неизвестный для общественности, расположен в торговом порту Портленда на южной оконечности мола. Маяк работает в одной из крупнейших искусственных гаваней в мире.
Маяк был построен в 1905 году и продолжает функционировать до сих пор. Он находится на высоте 22 метров и имеет гексагональную структуру. Вся верхняя часть, в том числе окна и купол крыши, была сделана из литой бронзы. Винтовая лестница является узкой и крутой. Вокруг маяка находится небольшой форт с различными оборонительными сооружениями. Маяк был первоначально работающим от нефти в начале 20-го века, после топливо было изменено на газ. Сегодня маяк использует электричество и светит современной светодиодной лампой.